# 中国大学外語専攻専門四級八級試験
中国大学外語専攻専門四級八級試験（中国語：外语专业四级、八级考试）とは中華人民共和国の外国語試験、四年制の外国語専攻大学生をターゲットに実施し、低学年（４学期）と高学年（８学期）の修業完成度を図る試験である。英語でけでなく、日本語などの語学専攻にも実施。基本四級試験は義務、八級は任意で受験。原則的に語学資格ではないが、語学資格として扱うことが多い。

## 参考资料
1. ↑  “国際交流基金 - 中国（2020年度）”. www.jpf.go.jp. 2025年5月2日閲覧。
2. ↑  “英语专业四级、八级考试介绍 —外语频道—教育优选—最权威的国际教育服务平台”. www.eol.cn. 2025年5月2日閲覧。
3. ↑  “国際交流基金 - 中国（2022年度）”. www.jpf.go.jp. 2025年5月2日閲覧。
4. ↑  “日本語教育事情（国際日本語教育） データページ | ICJSデータサイト”. icjs.jp. 2025年5月2日閲覧。